# Kirov (tỉnh Kirov)
Kirov (tiếng Nga: Киров), trước đây gọi là Vyatka và Khlynov, là một thành phố ở miền đông bắc châu Âu của Nga, trên sông Vyatka, và trung tâm hành chính của tỉnh Kirov. Dân số: 480.411 (điều tra dân số 2002).

## Liên kết
- Official website of Government of Kirov Region(Kirov Oblast) Lưu trữ ngày 13 tháng 10 năm 2011 tại Wayback Machine
- Views of Kirov